# Moedas de euro alemãs
O Euro (EUR ou €) é a moeda comum para as nações que pertencem à União Europeia e que aderiram à zona Euro. As moedas de euro têm dois lados diferentes: um lado comum, europeu, mostrando o valor da moeda, e um lado nacional, mostrando um desenho escolhido pelo país membro da UE onde a moeda foi cunhada. Cada país membro tem um ou vários desenhos únicos a esse país.
Para visualizar as imagens do lado comum e para ter uma descrição detalhada das moedas, ver moedas de euro.

As moedas de euro alemãs têm três desenhos diferentes: um para cada série de moedas. As de 1, 2 e 5 cêntimos foram desenhadas por Rolf Lederbogen, o desenho das moedas de 10, 20 e 50 cêntimos resulta do trabalho de Reinhart Heinsdorff e, por último, as moedas de 1 e 2 euros foram feitas por Heinz Hoyer e Sneschana Russewa-Hoyer. Em todos os desenhos estão representadas as doze estrelas da UE.
| € 0,01                                                         | € 0,02 | € 0,05 |
| -------------------------------------------------------------- | ------ | --- |
|                                                                |        | |
| Ramo de um Carvalho Alemão, que já aparecia no antigo Pfennig. |        | |
| € 0,10                                                         | € 0,20 | € 0,50 |
|                                                                |        | |
| O Portão de Brandemburgo como um símbolo de união.             |        | |
| € 1,00                                                         | € 2,00 | € 2 (borda) |
|                                                                |        | Na borda das moedas estão inscritas as palavras "EINIGKEIT UND RECHT UND FREIHEIT" (em alemão: União e Justiça e Liberdade) |
| A águia alemã, símbolo da soberania alemã.                     |        | |